# Ґентке
Ґентке (пол. Giętkie, нім. Gentken) — село в Польщі, у гміні Біла Піська Піського повіту Вармінсько-Мазурського воєводства.
Населення — 45 осіб (2011).

## Демографія
Демографічна структура станом на 31 березня 2011 року:
|          | Загалом | Допрацездатний вік | Працездатний вік | Постпрацездатний вік |
| -------- | ------- | ------------------ | ---------------- | -------------------- |
| Чоловіки | 23      | 5                  | 15               | 3                    |
| Жінки    | 22      | 7                  | 12               | 3                    |
| Разом    | 45      | 12                 | 27               | 6                    |